# Übergangshöhe
Die Übergangshöhe sowie die dazugehörige Übergangsfläche beschreiben in der Luftfahrt bestimmte Flughöhen, bei denen sich der Bezugswert für die barometrische Messung der Flughöhe ändert.
- Mit Transition Altitude (TA) (deutsch: Übergangshöhe) wird die Höhe bezeichnet, bei der im Steigflug der  Höhenmesser vom aktuellen meteorologischen Bezugsdruck (QNH) auf den Standardluftdruck (1013 hPa) umgestellt wird. Das bedeutet, dass die Flughöhe nicht mehr als Höhe über dem Meeresspiegel, sondern als Höhe über der theoretischen Normaldruckfläche gemessen wird.
- Mit Transition Level (TRL) (deutsch: Übergangsfläche) wird die Flugfläche bezeichnet, bei der im Sinkflug der Höhenmesser vom Standardluftdruck auf QNH umgestellt wird – also umgekehrt zur Transition Altitude. Der Transition Level wird nach dem aktuellen Luftdruck so festgelegt, dass er oberhalb der Transition Altitude liegt.
- Der Transition Layer (deutsch: Übergangsschicht) ist der Bereich zwischen Transition Altitude und Transition Level.

Die Abkürzungen TA und TRL werden immer in voller Länge englisch ausgesprochen. Für die Übergangsschicht gibt es keine Abkürzung.

## Merkhilfe
Bei TA symbolisiert das A den Pfeil nach oben – für den Steigflug.
Bei TRL symbolisiert das L den Pfeil nach unten (mit etwas Phantasie) – für den Sinkflug.
Oder: Man bezeichnet die Höhe nach QNH immer als Altitude und die nach Standardluftdruck ist in Flightlevel (FL) eingeteilt. Steigt man nun von unten mit einer Altitude, benutzt man die TA, sinkt man von einem Flightlevel herab ist es analog der TRL.

## Erläuterung
Die Übergangsfläche ist die niedrigste nutzbare Flugfläche, welche einen Mindestabstand von 1000 ft zur Übergangshöhe aufweist. Dieser Mindestabstand wird als Übergangsschicht oder Transition Layer bezeichnet.
Daher ist die Übergangsfläche (transition level) vom Luftdruck abhängig (Übergangsflächen in Deutschland). Die Übergangshöhe (transition altitude) wird in der Regel nur aus organisatorischen Gründen verändert und beträgt in Deutschland 5.000 ft, in Österreich 10.000 ft.
Um den barometrischen Höhenmesser in einem Flugzeug, der die Flughöhe aufgrund des Luftdrucks bestimmt, einzustellen, erhält ein Luftfahrzeugführer von einer Bodenstelle das QNH, das in hPa angegeben wird. Wird dieser QNH-Wert am Boden im Höhenmesser eingestellt, gibt dieser die Höhe der Bodenstelle über dem Meeresspiegel (MSL für engl. mean sea level) aus, in der Luft zeigt der Höhenmesser analog die Höhe des Flugzeuges über MSL an.
Da sich der Luftdruck am Standort des Luftfahrzeuges allmählich ändern kann (was durch die Bewegung an einen anderen Ort noch beschleunigt wird), gilt das QNH immer nur für den Ort an dem es ermittelt wurde und für die Zeit an der es übermittelt wurde.
Um die Höhenkoordination von Flugzeugen auf Streckenflügen zu gewährleisten, wird (in Deutschland) ab einer Höhe von 5000 ft über MSL im Höhenmesser nicht mehr das QNH, sondern der Standardwert 1013 hPa eingestellt. Durch dieses Verfahren zeigen die Höhenmesser unterschiedlicher Flugzeuge bei Streckenflügen immer einen vergleichbaren Wert an (der dabei aber nicht unbedingt die echte Höhe über MSL angibt). Dies erspart Flugzeugen im Streckenflug die permanente Anpassung ihres Höhenmessers an lokalen QNH. Da mit Standard-Luftdruck alle Flugzeuge "gleich falsche" Höheneinstellung haben, ist der Mindestabstand damit gesichert.
Sobald der Höhenmesser vom QNH auf den Standardwert 1013 hPa umgestellt wird, spricht man bei der Flughöhe nicht mehr von Höhe/Altitude, sondern von Flugfläche/Flight Level, die in vollen Hundertern angegeben wird. Flugfläche 75 (Flight Level 75) bedeutet z. B. 7.500 ft bei 1013 hPa.
Um bei einer Landung (bzw. dem späteren Start) wieder einen verlässlichen Höhenwert für den gewählten Landeplatz zu erhalten, wird beim Landeanflug beim Erreichen der Übergangsfläche (einer für den Landeplatz festgelegten luftdruckabhängigen Flugfläche) vom Standardwert zurück auf das aktuelle QNH gestellt.
Daraus ergeben sich zwei Standard-Prozeduren:
- Start mit QNH / Änderung auf 1013 hPa bei Erreichen der Übergangshöhe (in Deutschland 5.000 ft)
- Landeanflug mit 1013 hPa / Änderung auf QNH bei Erreichen der Übergangsfläche

## Notwendigkeit zweier Übergangshöhen
Es sind zwei unterschiedliche Übergangshöhen notwendig, damit der Mindestabstand des "oberen Systems" (fliegen nach Standarddruck) und des "unteren Systems" (fliegen nach aktuellem Druck – QNH) nie unterschritten wird.
Die Obergrenze des "unteren Systems" ist die Übergangshöhe (TA).
Die Untergrenze des "oberen Systems" ist die Übergangsfläche (TRL). Diese soll einen Sicherheitsabstand von min. 1000 ft zum "unteren System" gewährleisten, um gefährliche Überschneidungen zu verhindern. Dies wäre bei niedrigen Luftdruckwerten (Tiefdruckgebiet) aber der Fall. Somit wird der TRL während einer Tiefdruckphase zur Sicherheit weiter nach oben verlegt.
Ist der umgebende Luftdruck tiefer als der am Höhenmesser eingestellte Luftdruck, ist die angezeigte Höhe größer als die geflogene Höhe (ca. 27 ft pro hPa).
Beim Sinkflug braucht der Pilot also die Information, auf welcher Höhe sich die Übergangsfläche derzeit befindet und wie hoch der aktuelle, lokale Luftdruck (QNH, angegeben in Hg oder hPa) in Platznähe ist. Diese Information holt er sich mit den anderen Landeinformationen über die ATIS.

## Sicherheitsabstand (Transition Layer)
In der Luftfahrt müssen zwischen den Flugflächen Mindestabstände eingehalten werden. Luftdruckunterschiede zwischen Standard- und lokalem Luftdruck könnten dazu führen, dass der Abstand zwischen  dem „oberen“ System und dem „unteren“ System diesen Sicherheitsabstand unterschreitet, dass sich also z. B. zwischen Flugfläche 060 (zu Standarddruck) und 5.000 Fuß (zu lokalem Luftdruck) weniger als 1.000 Fuß befinden.
Deswegen ist je nach lokalem Luftdruck der Abstand zwischen "oberem" und "unterem" (der Transition Layer) unterschiedlich "dick". Der Zuschlag wird nach folgender Tabelle ermittelt:
```
QNH      -977:  +3000ft
QNH  978-1013:  +2000ft
QNH 1014-1050:  +1000ft
QNH 1051+:      +   0ft
```

(Zu lesen: Bei QNH unter 977 hPa wird zwischen der Höhe in lokalem Luftdruck und der nächsten Flugfläche in Standard-Luftdruck 3.000 Fuß addiert: 5000ft → FL 050 + 30 = FL 080. Oder: Bei TA 5000ft und QNH unter 977 beträgt der TRL 080.)
Der Transition Layer wird nie vom Transition Level abgezogen, sondern immer der Transition Altitude (TA) zugeschlagen.
Diese Regelungen ergeben also folgende Schichtungen:
```
Reiseflughöhen: in FL (100ft) mit Standard-Luftdruck QNH 1013
-- Transition Level (TRL) : Untergrenze der Zone mit Standard-Luftdruck = TA + Transition Layer
Transition Layer: variiert je nach lokalem Luftdruck
-- Transition Altitude (TA): Obergrenze der Zone mit lokalem Luftdruck
Lokaler Luftdruck (bis zum Boden)
```

## Übergangsflächen in Deutschland
| QNH ab | QNH bis | TRL |
| ------ | ------- | --- |
| 0943   | 0977    | 80  |
| 0978   | 1013    | 70  |
| 1014   | 1050    | 60  |
| 1051   |         | 50  |

## Übergangsflächen in Österreich
Seit Frühjahr 2016 wurden alle Übergangshöhen in Österreich auf mindestens 10.000 ft angehoben. Die Übergangsflächen in Österreich betragen daher je nach QNH:
| QNH ab | QNH bis | TRL |
| ------ | ------- | --- |
| 0943   | 0977    | 130 |
| 0978   | 1013    | 120 |
| 1014   | 1050    | 110 |
| 1051   | 1088    | 100 |